# Budova Strojnické fakulty STU v Bratislavě

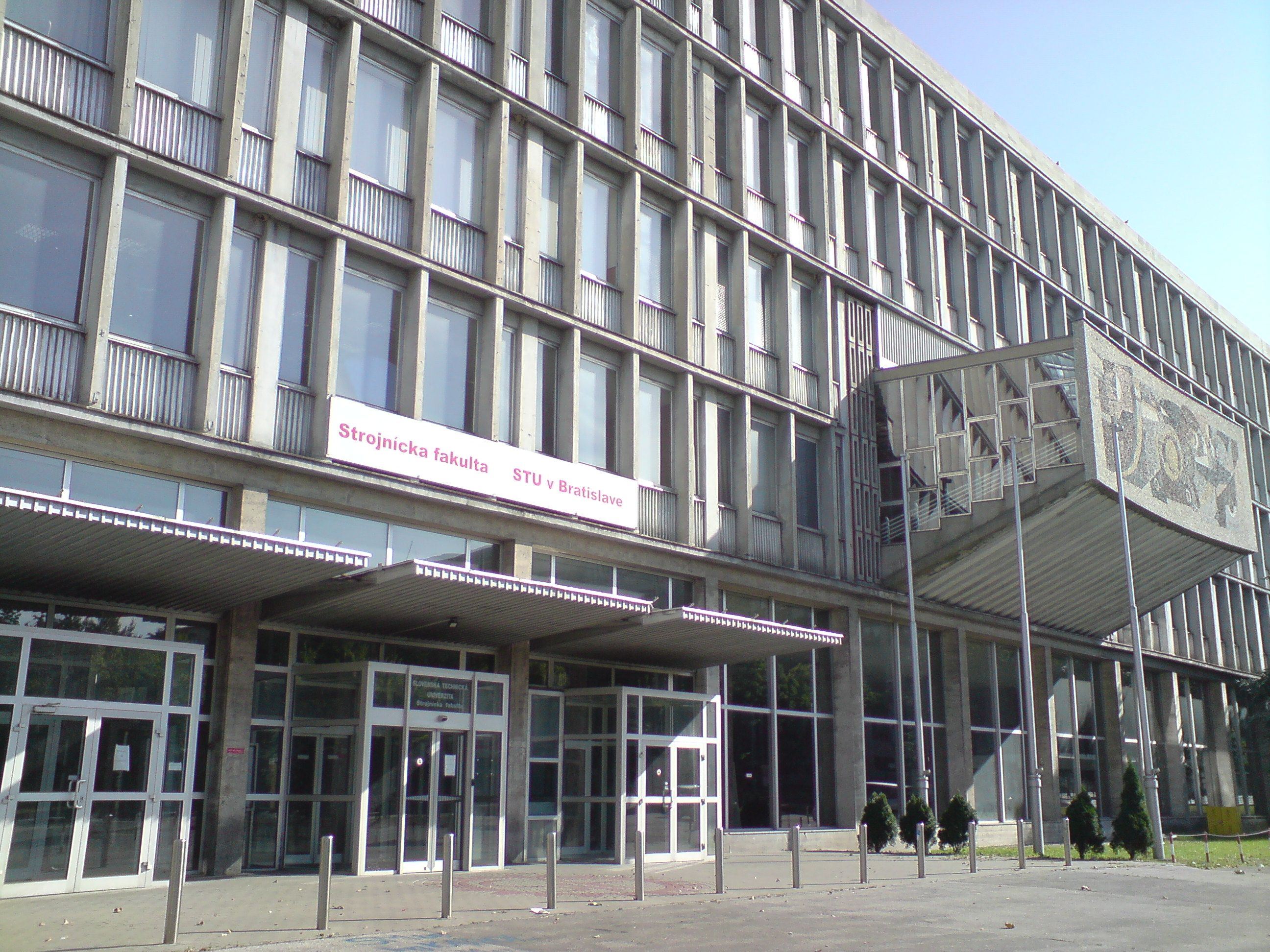
Budova Strojnické fakulty STU v Bratislavě

Budova Strojnické fakulty STU v Bratislavě (původní název: Fakulta strojního inženýrství SVŠT v Bratislavě) je sídlo Strojnické fakulty Slovenské technické univerzity na Náměstí svobody v Bratislavě.

## Faktografie
- Autor: Martin Kusý
- Zodpovědní projektanti: Jozef Fabiánek, Štefan Štempák, Ferdinand roztomilé
- Statici: E. Janeček, V. Gališin, M. Margótsy a M. Baranovič
- Návrh: 1957–1960
- Realizace: 1963
- Lokalizace: Náměstí svobody 17, Bratislava

Budova reprezentuje progresivní tendence vývoje architektury a stavebních technologií v 60. letech 20. století na Slovensku.

## Příčiny vzniku
Objekt byl vybudován z důvodu zvyšujících se prostorových nároků rozvíjející se SVŠT. V druhé polovině 50. let se rozhodlo o vybudování komplexu vysokoškolských budov SVŠT v blízkosti již existujícího pavilonu teoretických ústavů SVŠT (v současnosti Fakulta architektury STU), Chemické fakulty SVŠT (v současnosti Fakulta chemické a potravinářské technologie STU ) a budovy spojů (v současnosti budova Ministerstva dopravy, spojů a telekomunikací ) na bývalém Gottwaldově náměstí.

## Urbanistický kontext a situování objektu
Objekt strojní fakulty uzavírá Náměstí Svobody z jihovýchodní strany a tím definitivně vymezuje jeho tvar. Situování budovy logicky vyplynulo z existujícího urbanistického celku, objekt má horizontální charakter, výškově koresponduje s objektem Fakulty chemické a potravinářské technologie.
Tvarování hlavní fasády, která je orientována na Náměstí svobody, je typické pro strukturalismus 60. let 20. století dodává prostoru náměstí dynamiku, přičemž si objekt zachovává serióznost.

## Areál STU
Areál STU (bývalá SVŠT) je řešen jako blok budov vymezený Strojní fakultou, starou a novou budovou Chemické fakulty a budovou Stavební fakulty. Vnitřní prostory bloku jsou přístupné čtyřmi podjezdy, v centrální části byly navrženy laboratoře strojní a elektrotechnické fakulty a na severovýchodní části byly plánované dílny a laboratoře stavební fakulty, prostor nacházející se u budovy Chemické fakulty měl sloužit jako respirační a odpočinková plocha, ostatní prostory vnitrobloku měly sloužit na instalaci exponátů a pro vlastní provoz areálu.

## Druhy budov
Budova Strojnické fakulty se skládá ze tří různých druhů objektů:
- Hlavní čtyřpatrová budova (rozměry : 188,44 × 16,90 m), v níž se nacházejí prostory pro výuku, místnosti kateder , administrativy a lehké laboratoře
- Volně stojící objekt (rozměry : 94,35 × 28,55 m) nacházející se ve dvorní části, ve kterém jsou situovány těžké laboratoře a kotelny, je spojena s výukovými prostory
- Aula maxima s tělocvičnou (rozměry : 40,30 × 30,00 m) nacházející se v asymetrické poloze vzhledem k hlavní budovu, se kterou je propojena.

### Hlavní budova
Hmota hlavní budovy má podélný charakter a je koncipována téměř osově, přičemž osa souměrnosti, souběžná s hlavním průčelím budovy.
Průčelí budovy je výrazně plasticky premodelované čtyřmi hmotami poslucháren, které vystupují na fasádu. Toto ztvárnění působí jako nový kompoziční moment v rámci náměstí a vnáší do tohoto prostoru kontrast a dynamiku. Jde o spolupůsobení architektury a progresivního statického řešení za účelem pravdivého vyjádření funkce budovy.
Boční stěny vystupujících elementů jsou maximálně zasklené, čímž je zajištěno osvětlení poslucháren přirozeným světlem. Na čelních plochách se nacházejí stylizované barevné mozaiky od D. Castiglioneho, které tvoří zajímavý výtvarný akcent náměstí.
Fasáda hlavního průčelí má rastrový charakter a její architektonické pojetí na vyšších podlažích kontrastuje s řešením soklové partie, která je obložena přírodním kamenem.
Rytmus na fasádě je tvořen hliníkovými profily a je znásoben přiznáním konstrukčního systému, který se na průčelí projevuje rytmickým střídáním dvou širších a dvou užších oken.
Hlavní vstup je kompozičně potlačen, je navržen pouze v rámci soklové partie. Tvoří jej tři kubické hmoty, které mají funkci zádveří. Tyto hmoty vybíhají do rozptylového prostoru před budovou a jsou překryty konzolami.

## Dispozičně-provozní řešení hlavní budovy
Celkové dispozičně-provozní řešení budovy je přehledné a čisté, umožňuje snadnou orientaci a zamezuje křížení jednotlivých funkčních celků.
Na prvním nadzemním podlaží byly původně navrženy tyto prostory : hlavní vstup se zádveřím, místnost pro informátora, čítárna, kabinet elektrotechniky, kanceláře mimořádných forem studia, zasedací místnost, kanceláře děkanátu, studijní a soc. oddělení, elektrotechnické laboratoře, kabinet matematiky, telefonní centrála, vstup do auly, vstup do tělocvičny (suterén), vojenská katedra, kabinet tělesné výchovy, klubovna, bufet a centrální šatny.
Hlavní vstup navazuje na vstupní halu, která probíhá po celé šířce budovy, od hlavního k dvornímu průčelí. Toto architektonické ztvárnění vestibulu přispívá k optickému propojení interiéru budovy s exteriérem. Vstupní hala slouží i jako prostor pro instalaci exponátů fakulty.
Zajímavými architektonickými detaily v interiéru vestibulu je schodiště a plató. Schodiště je detailně propracované a v prostoru pod ním jsou situovány centrální šatny. Plato je vloženo mezi aulou a vestibulem. Propojení umožňuje, aby hala byla využívána i jako respirační prostor pro aulu.
Koncepce dispozičního řešení na vyšších podlažích hlavní budovy je složena na diferenciaci výukových prostor a kateder. Místnosti kateder jsou zásadně situovány v koncových polohách a střední část je vyhrazena pro prostory související s výukou – posluchárny, laboratoře.
Toto rozvržení umožňuje aplikace dispozičního modelu dvoj- či troj- traktu, který se osvědčil při několika vysokoškolských stavbách podobného typu v Bratislavě.
Na prvním nadzemním podlaží se nacházejí čtyři velké posluchárny, které jsou zčásti konzolovitě vysunuté do exteriéru a tím vytvářejí charakteristickou hmotovou skladbu budovy. Kapacita každé z nich je 177 posluchačů.

### Laboratoře a dílny
Laboratoře a dílny se nacházejí v odděleném bloku, při návrhu jejich dispozice šlo autorovi o oddělení hlučných provozů od ostatních místností, záměr dosáhl centrálním umístěním kotelny, kolem níž jsou umístěny komunikace a sociální vybavení.

### Aula Maxima
Aula Maxima je řešena jako samostatný objekt nacházející se v asymetrické poloze vzhledem k hlavní budově. Propojení je řešeno jako plató vyúsťující do vestibulu hlavní budovy, což umožňuje přímý přístup ze vstupní haly do auly, toto architektonické řešení svědčí o nekonvenčním přístupu architekta k výškovému členění daného prostoru.
Aula s kapacitou 822 posluchačů, má amfiteatrální hlediště, její půdorysná forma je vytvořena spojením kruhového segmentu a paraboly. Pod prostorem auly je situována tělocvična, která však pro svůj půdorysný tvar není v souladu s požadavky na kladenými na tato zařízení.

## Konstrukční řešení
Hlavní budova je ve střední části řešena jako železobetonový monolitický dvojtrakt, konstrukční modul je 540 cm, hloubka traktů a středních příček jsou 660 cm a 300 cm. Sloupy mají jednotný průřez. Stropní konstrukci tvoří žebrové stropy s rovným tvrdým podhledem, což zajišťuje volné vedení instalaci pod podhledy a zamezuje šíření zvuku. Ze stejného důvodu jsou průvlaky ve středním traktu sníženy.
Vysunutí velkých poslucháren se uskutečňuje prostřednictvím konzolí, které jsou uloženy na spodních sloupech a jsou zachyceny do celkového skeletového systému a do Fierendelového nosníku.
Zastřešení velké auly je tvořeno skořepinovou předpjatou strunovou konstrukcí, která je uložena na čtyřech pilířích spojených mezi sebou vodorovnými nosníky a vytváří tak zhroucenou plochu.
Objekt laboratoří a dílen je konstruován jako železobetonový monolitický skelet s modulem 9 × 9 metrů.

## Současné využití
Budova je v současnosti i nadále využívána pro potřeby Strojnické fakulty STU. Vnitřní prostory byly přizpůsobeny současným prostorovým nárokům a funkčním požadavkům souvisejících s vývojem edukačního procesu a technického pokroku.